# Митино (Кировская область)
Митино — деревня в Слободском районе Кировской области в составе Бобинского сельского поселения.

## География
Находится на расстоянии примерно 12 км на северо-восток от центра города Киров.

## История

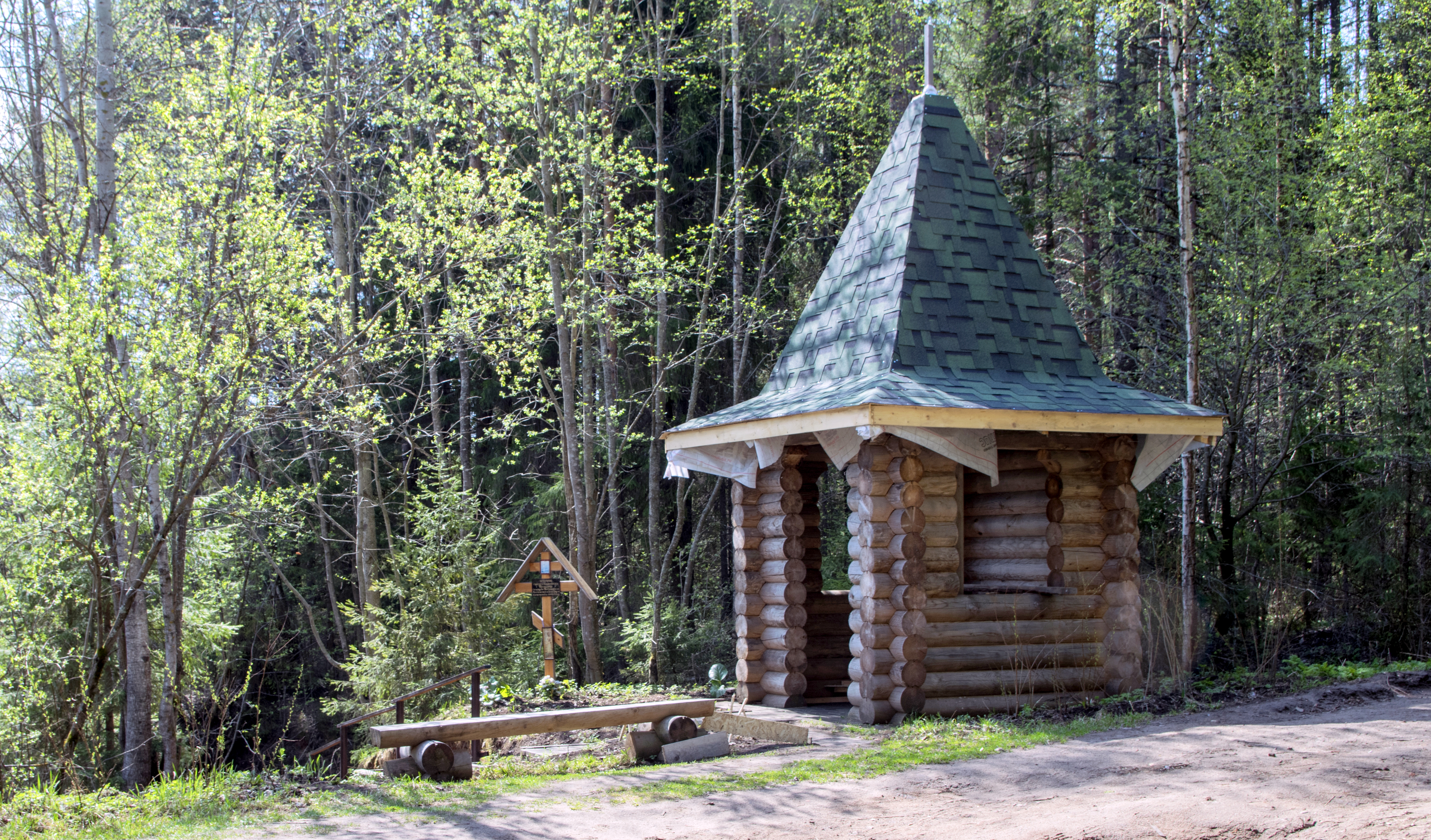
Территория у источника святого Блаженного Прокопия близ Митино

Деревня известна с 1894 года, когда на этом месте была построена Митинская деревянная церковь в честь обретения иконы Св. Блаженного Прокопия, уроженца этих мест. Позже построено было здесь церковно-приходское училище. На пруду находилась мельница, в селе (такой был статус поселения) две торговые лавки. Согласно переписи населения 1926 года село имело жителей 76 человек (14 хозяйств). В 1950 отмечено 102 хозяйства и 121 житель, в 1989 году проживал 421 человек. С 1970 года кировским заводом им. Лепсе началось строительство профилактория. Был создан санаторно-курортный комплекс «Митино».

## Население
Постоянное население составляло 280 человека (русские 93 %) в 2002 году, 214 — в 2010.